# Tiszafüred

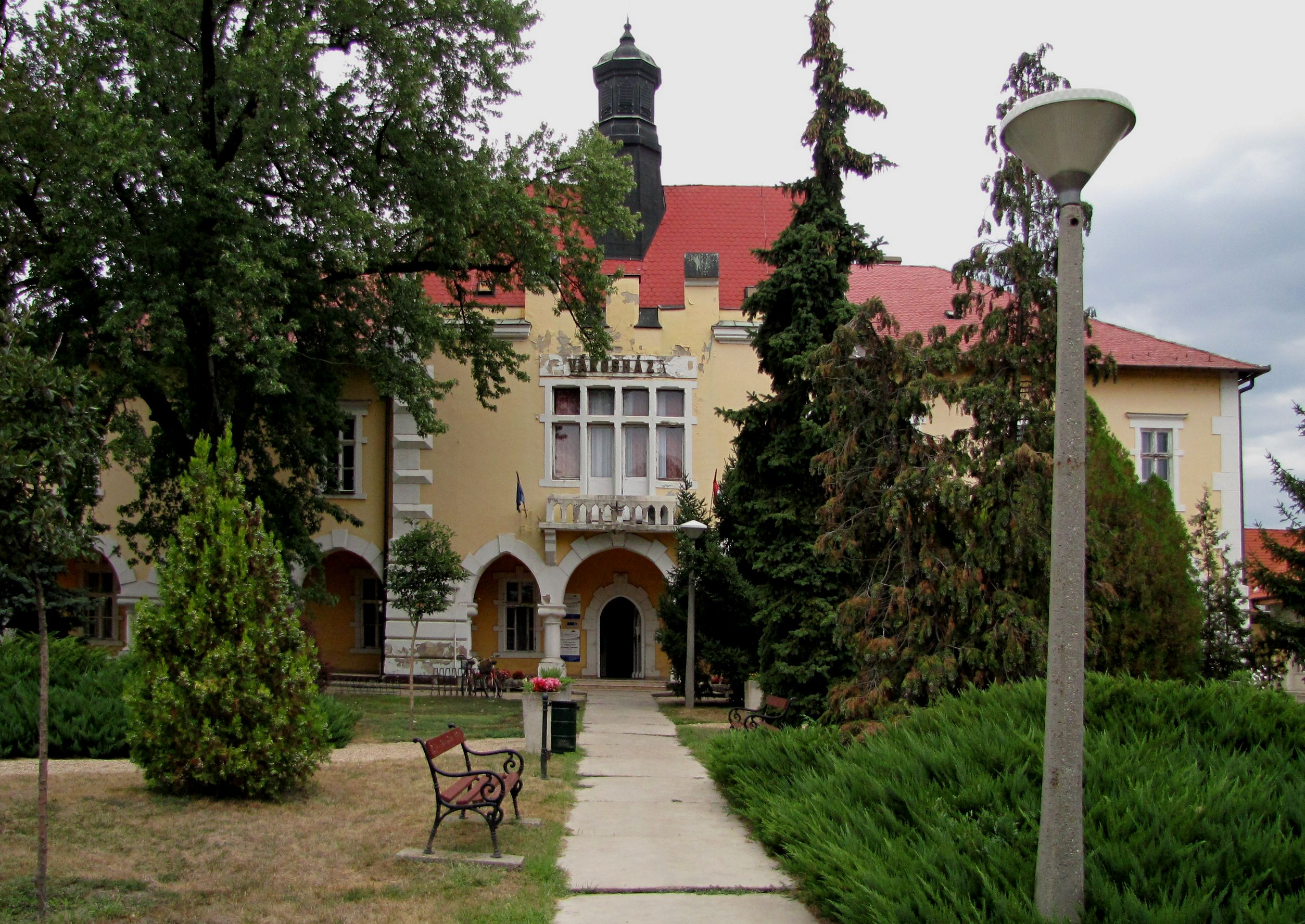
Stadshuset.

Tiszafüred är en stad i provinsen Jász-Nagykun-Szolnok i Ungern. Tiszafüred ligger i distriktet med samma namn och hade år 2020 totalt 10 604 invånare.